# エディー・ベン・アルース
エディー・ベン・アルース（Eddy Ben Arous、1990年8月25日 - ）は、トップ14ラシン92に所属するラグビー選手。

## プロフィール
- フランス・ニース出身。
- ポジションはプロップ(PR)。
- 身長 183cm、体重 110kg
- U20フランス代表に選ばれたことがある[1]。
- フランス代表キャップは20（2021年1月現在）でワールドカップ2015のフランス代表に選ばれた[2]。

## 略歴
2008年、ラシン92に加入。 